# Biserica de la Miroși
Biserica de la Miroși, situată în comuna cu același nume din județul Argeș, este un monument istoric, ridicat în perioada 1906-1908 în memoria colonelului Petre Macca, un erou al Războiului pentru Independență. Aceasta este un edificiu religios de referință pentru localitate, nu doar datorită importanței sale arhitectonice și artistice, ci și pentru valoarea sa istorică și simbolică.
Biserica este clasificată ca monument istoric sub cod LMI AG-II-m-B-13744. Aceasta reprezintă un reper arhitectonic și spiritual al zonei, fiind un important locaș de cult pentru comunitatea locală.
Biserica poartă hramul „Sf. Nicolae”, precum și „Sf. Constantin și Elena”.

## Context istoric
Localitatea Miroși este menționată documentar încă din anul 1551, în timpul domniei lui Mircea Ciobanul, iar în 1555 apare într-un hrisov emis de Pătrașcu Vodă către Albu din Miroși. Inițial, comuna era împărțită în două sate distincte: Miroșul de Sus și Miroșul de Jos, fiecare având propria biserică de lemn. Această diviziune a persistat până în secolul al XIX-lea, când cele două sate au fost unificate.
În secolul al XVII-lea, Miroși se afla sub stăpânirea boierilor Bălăceni, pentru ca, după 1700, să treacă în proprietatea vornicului Drugănescu. O serie de schimbări succesive în proprietatea moșiei au avut loc de-a lungul anilor, culminând cu moștenirea acesteia de către Elena Macca, soția colonelului Petre Macca, la începutul secolului XX.

## Biserica actuală
Biserica monumentală a fost ridicată între anii 1906-1908, în locul unei biserici mai vechi, din 1879, care la rândul său fusese construită pe locul unei biserici din lemn distruse în 1840. Elena Macca, rămasă văduvă după moartea colonelului Petre Macca în 1905, a decis să construiască o biserică impunătoare în memoria soțului său, precum și, mamei sale, Maria Bălăceanu, a bunicii materne, Elena Bălăceanu Drugănescu și a fratelelui ei, Mihail Bălăceanu .
Pentru construcția bisericii, au fost aduși specialiști italieni și germani, sub conducerea antreprenorului austriac Toma Kanzler. Localnicii au contribuit și ei la lucrările de construcție, fiind plătiți din fondurile alocate de Elena Macca.

## Arhitectura și amplasarea
Biserica este amplasată pe cel mai înalt punct al comunei, la aproximativ 2 kilometri de Gara Miroși, pe drumul național ce duce către Roșiorii de Vede. Curtea bisericii este mică și înconjurată de un gard din fier forjat, realizat manual de Milan Misici, mecanicul moșiei.
Arhitectura bisericii este de tip cruce latină, cu abside egale spre răsărit, sud și nord, iar pronaosul și pridvorul formează brațul lung al crucii. Biserica are trei turle: cea mare, în stil Pantocrator, și două mai mici, în formă de clopotnițe, orientate spre nord și sud.
Acoperișul original era realizat din țiglă de formă solzi, adusă din Anglia. În prezent, doar turlele păstrează țigla originală, restul acoperișului fiind înlocuit cu tablă zincată între anii 1987-1989.

## Interiorul și pictura
Interiorul bisericii este bogat decorat, pictura fiind realizată în 1908 de celebrul artist Costin Petrescu, cunoscut și pentru fresca de la Ateneul Român. Stilul picturii este neo-bizantin, predominant în acea perioadă. În pronaos, sunt reprezentate portretele soților Mihail și Marghioala Bălăceanu, precum și ale soților Petre și Elena Macca.
Cupola centrală este decorată cu imaginea Pantocratorului, flancat de Cei patru evangheliști pictați pe pendentivi. Tamburul cupolei este prevăzut cu șaisprezece ferestre, care permit filtrarea luminii într-un mod spectaculos. De asemenea, întregul interior este decorat cu foiță de aur, accentuând caracterul sacru și majestuos al lăcașului de cult.
Ferestrele sunt decorate cu vitralii colorate, care creează un joc de lumini impresionant în timpul zilei. Pardoseala este realizată din plăci mozaicate, dispuse într-un model care urmărește conturul zidurilor.
Biserica dispune și de un cafas suspendat în pronaos, destinat corului, precum și de un amvon sculptat din lemn de stejar, cu o scară spiralată care se termină cu un vultur cu cruce.

## Monument istoric
Biserica de la Miroși este considerată monument istoric, datorită importanței sale arhitecturale și istorice. În plus, locașul de cult este dedicat Sfinților Apostoli Petru și Pavel, iar pictura din pridvor înfățișează aceste două figuri religioase de o parte și de alta a intrării, cu Sfântul Nicolae deasupra.
Biserica este clasificată ca monument istoric sub codul cod LMI AG-II-m-B-13744. 
Biserica continuă să fie un loc important de rugăciune și un simbol al identității locale, păstrând vie memoria colonelului Petre Macca și a soției sale, Elena, care au contribuit semnificativ la dezvoltarea spirituală și materială a comunității.